# Karl Enigk
Karl Enigk (* 23. Oktober 1906 in Torgau, Provinz Sachsen; † 29. Dezember 1997 in Hannover) war ein deutscher Tierarzt und Hochschullehrer auf dem Gebiet der Veterinärparasitologie und Zoologie.

## Leben und Wirken
Enigk wurde 1913 als Sohn eines Sattlermeisters in Torgau eingeschult, wechselte 1916 zum Mackensen-Gymnasium und erhielt hier – nach Unterbrechung wegen eines Lehrjahres in der Landwirtschaft – 1926 als erster Handwerkersohn das Reifezeugnis. Anschließend studierte er Veterinärmedizin an der Universität Leipzig, legte 1930 das Staatsexamen als Tierarzt mit der Note „sehr gut“ ab und promovierte ein Jahr später zum Dr. med. vet.  Nach kurzer Zeit als praktizierender Tierarzt wurde er 1932 „Assistent mit planmäßiger Vergütung“ am Institut für Parasitenkunde (Prof. Wilhelm Nöller), 1933 vertretungsweise am Institut für Veterinärhygiene der Tierärztlichen Hochschule Berlin und ab 1934 nach Eingliederung in die damalige Friedrich-Wilhelms-Universität Berlin am Institut für Veterinärmedizinische Parasitologie und Zoologie (Prof. Rudolf Wetzel). Nach einem Zusatzstudium der Zoologie an der Philosophischen Fakultät der FU Berlin arbeitete er ab 1936 als Oberassistent am Institut für Veterinärmedizinische Parasitologie und habilitierte sich 1938 ebenda für dieses Fach. Danach beurlaubte man ihn für einen Studienaufenthalt in Süd-, Südwest- und Ostafrika.
1940 wurde Enigk Privatdozent für Veterinärmedizinische Parasitologie, Zoologie und Tropenhygiene an der Tierärztlichen Fakultät der FWU Berlin. Ab 1941 erhielt er eine Anstellung am Tropeninstitut in Hamburg, die er – unterbrochen durch Dienst im Zweiten Weltkrieg – bis 1953 ausübte. Danach folgte er dem Ruf als Professor für Parasitologie und veterinärmedizinische  Zoologie und als Direktor des entsprechenden Institutes an der Tierärztlichen Hochschule Hannover. 1976 trat er in den Ruhestand.

## Würdigung
Enigk befasste sich schwerpunktmäßig mit dem Pferdepalisadenwurm und später mit parasitären Erkrankungen auf Grün- und Weideflächen. Nach seiner aktiven Zeit veröffentlichte er ein Buch zur Geschichte der Parasitologie, die seit 1926 an der TiHo Berlin und dann deutschlandweit eine eigene Disziplin wurde. Er verfasste bzw. war an rund 200 wissenschaftlichen Beiträgen beteiligt. Von 1964 bis 1966 war er Rektor der TiHo Hannover.
Im Jahre 1993 errichtete er die Karl-Enigk-Stiftung zur Förderung junger Wissenschaftler durch Vergabe von Forschungsstipendien für Projekte der experimentellen Parasitologie.

## Ehrungen (Auswahl)
- Ehrenpromotion durch die Veterinärmedizinische Universität Wien (1973)
- Verdienstkreuz erster Klasse der Bundesrepublik Deutschland am 15. März 1978
- Ehrenmitgliedschaft in fünf wissenschaftlichen Gesellschaften (1975 bis 1990)
- Bernhard-Nocht-Medaille des Hamburger Tropeninstituts (1966)
- Pessina-Medaille der Veterinärmedizinischen Fakultät der Universität Brünn (1967)
- Rudolf-Leuckart-Medaille der Deutschen Gesellschaft für Parasitologie (1986)
- Rudolphi-Medaille der Gesellschaft für Parasitologie der DDR (1990)

## Veröffentlichungen (Auswahl)
- Die Veränderungen der Bronchien bei der Tuberkulose des Rindes. Diss. Vet.med. Fakultät der Univ. Leipzig, 1931, 37 S.
- Ein Beitrag zur Physiologie und zum Wirt-Parasiten-Verhältnis von Graphidium strigosum (Trichostrongylidae, Nematoda). Hab.Schrift an der Vet.med. Fak. der Friedrich-Wilhelms-Universität Berlin, 1938, in: Zeitschrift für Parasitenkunde, Bd. 10, H. 3, 386–414.
- Weidehygiene und Parasitenbekämpfung. Mit Sommerkamp und Wiezorek, Oldenburg, 1967.
- Geschichte der Helminthologie im deutschsprachigen Raum. Stuttgart u. New York : Fischer, 1986. 356 S., 58 Illustr.
- Aus dem Leben eines Parasitologen : Autobiographie. Jena; Stuttgart; New York : Fischer, 1992.